# Karl XV:s port

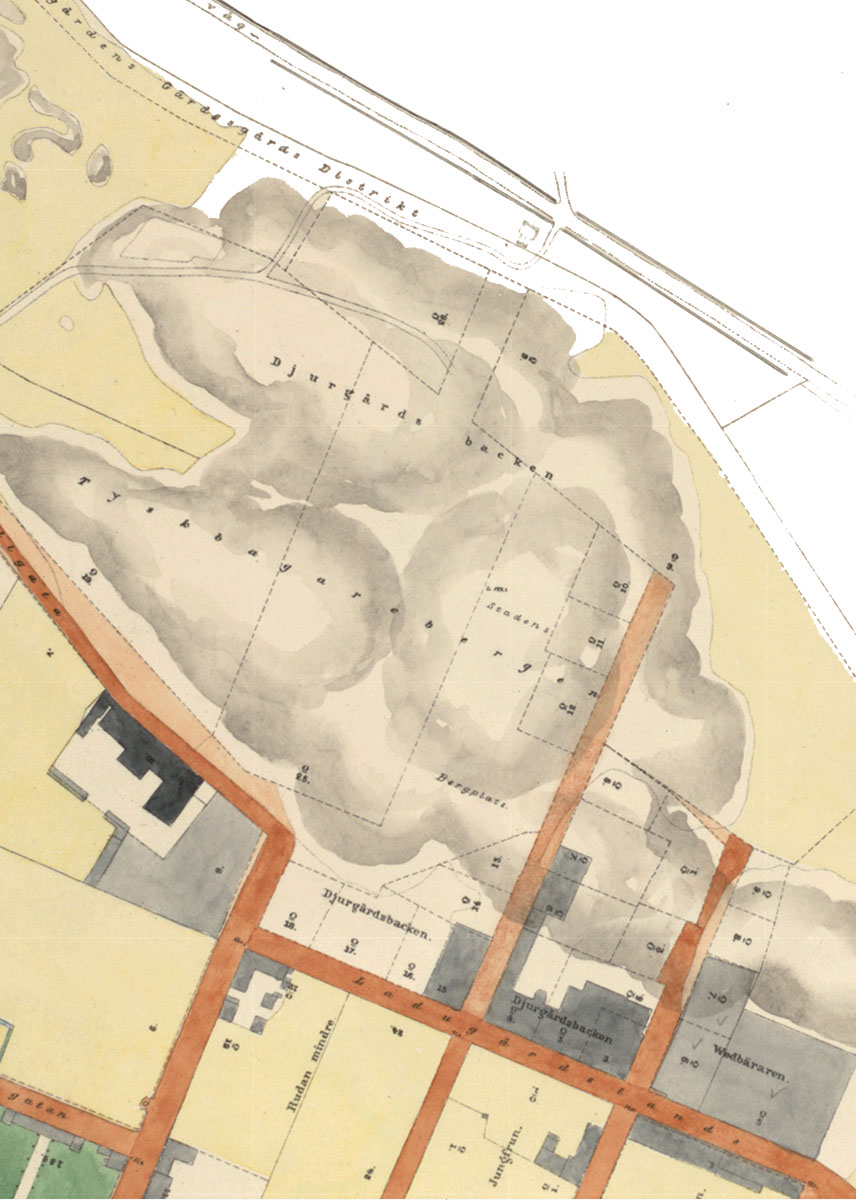
Tyskbagarbergen på 1863 års karta. De tre gatorna i nordostlig riktning är från vänster: Seved Bååtsgatan (nuvarande Nybrogatan), Sibyllegatan och Jungfrugatan. Gatan som löper vinkelrätt, söder om berget, är Ladugårdslands Tullgata (nuvarande Tyskbagargatan).

Karl XV:s port var en sprängd passage genom Tyskbagarbergen på Östermalm i Stockholm som möjliggjorde Nybrogatans sträckning upp till Valhallavägen.
Det var i början av 1850-talet man började diskutera möjligheterna att förbättra kommunikationerna mellan nedre Ladugårdslandet (Östermalm) och Lilla Värtan i samband med den ökande trafiken. Ett bergsparti, de så kallade Tyskbagarbergen, försvårade dock sträckningen av gatorna upp mot dåvarande Drottning Kristinas väg, ungefär där Valhallavägen nu löper.
Den 13 december hölls därför en konstituerande bolagsstämma i Humlegårdens Rotunda för det aktiebolag som skulle genomföra genomsprängning i stenen. Initiativtagare till bolaget var den unge officern vid Andra livgardet, Georg Wolfgang von Francken, som genom sina poster i stadsfullmäktige och riksdagen skapat opinion för det radikala projektet. Han lyckades bland de 150 deltagarna samla flera av dåtidens näringslivstoppar i projektet, bland andra snusfabrikören Knut Ljunglöf och de kända bröderna Jean Bolinder och Carl Gerhard Bolinder (som låg bakom Bolinders Mekaniska Verkstad).
Affärsidén beskrevs på de dekorativa aktiebreven med orden:
| ” | Rakt igenom Tyskbagarebergen finns en nedsprängd väg. På berget i förgrunden sitter en stenarbetare som spräcker sten. Att man även där spränger märks på de stora stenar som flyger i luften. | „ |

 I spekulationssyfte köptes flera tomter, bland annat utmed Sibyllegatan, och bolaget räknade även med att kunna sälja sprängsten med förtjänst.
Vid denna tid hade Alfred Nobel lanserat en lätthanterlig sprängolja under namnet nitroglycerin, och man ställde stora förhoppningar på denna uppfinning som var lättare att kontrollera än det tidigare svartkrutet. Den 3 maj 1861 inleddes sprängningarna i det fattiga bergsområdet med ett storartat fyrverkeri och festliga illuminationer. Bygget tog sju år, men blev inte det finansiella framgångsprojekt intressenterna hoppats på. Upphovsmannen von Franken drabbades personligen av en förlust på uppåt 65 000 Riksdaler, och tomterna man köpt i spekulationssyfte fick säljas med förlust. Man hade heller inte lyckats sälja sprängstenen. Till följd av att von Francken förlorade största delen av sin förmögenhet döpte folkhumorn porten till Franckens ruin. Tekniskt sett och för stadsdelens utveckling var det dock en triumf. Nu kunde Nybrogatan knytas samman med den nya Vallhallavägen.
Den stora bergöppningen döptes efter den regerande kungen till Carl XV:s port. I samband med invigningen den 28 januari 1868 fick von Francken mottaga Vasaorden i briljanter ur kungens hand som erkänsla för sina insatser. Sprängningarna i bergen fortsatte därefter vid Jungfrugatan och Sibyllegatan.
1909 lade J.A.G. Acke genom konstnärsförbundet fram ett förslag till en monumental port i slutet av Nybrogatan, vilket dock inte antogs. Arkitekten Per Olof Hallmans förslag från 1914 innebar att man skulle skapa en öppen plats på två obebyggda tomter i kvarteren Bävern och Räven på var sin sida om Nybrogatan. Ett par stora klippblock skulle där minna om de gamla Tyskbagarbergen, men även detta förslag avslogs. Istället sprängdes porten successivt bort, men dess rester kan än idag ses på innegårdar längs Nybrogatan.
Idag minner kvarteret Karl XV:s port om passagen

## Bilder

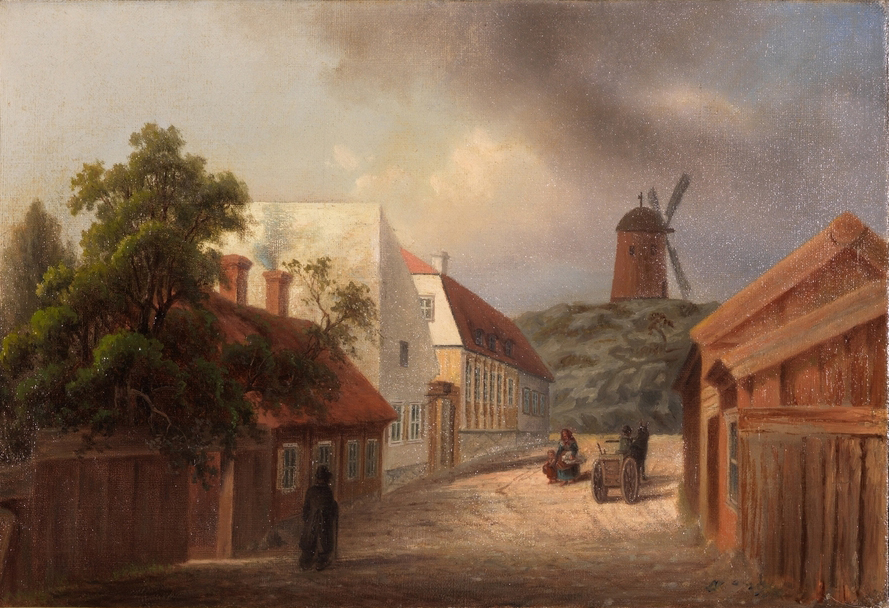
Det numera bortsprängda partiet med Kammeckers kvarn i fonden av nuvarande Nybrogatan, kring 1850.
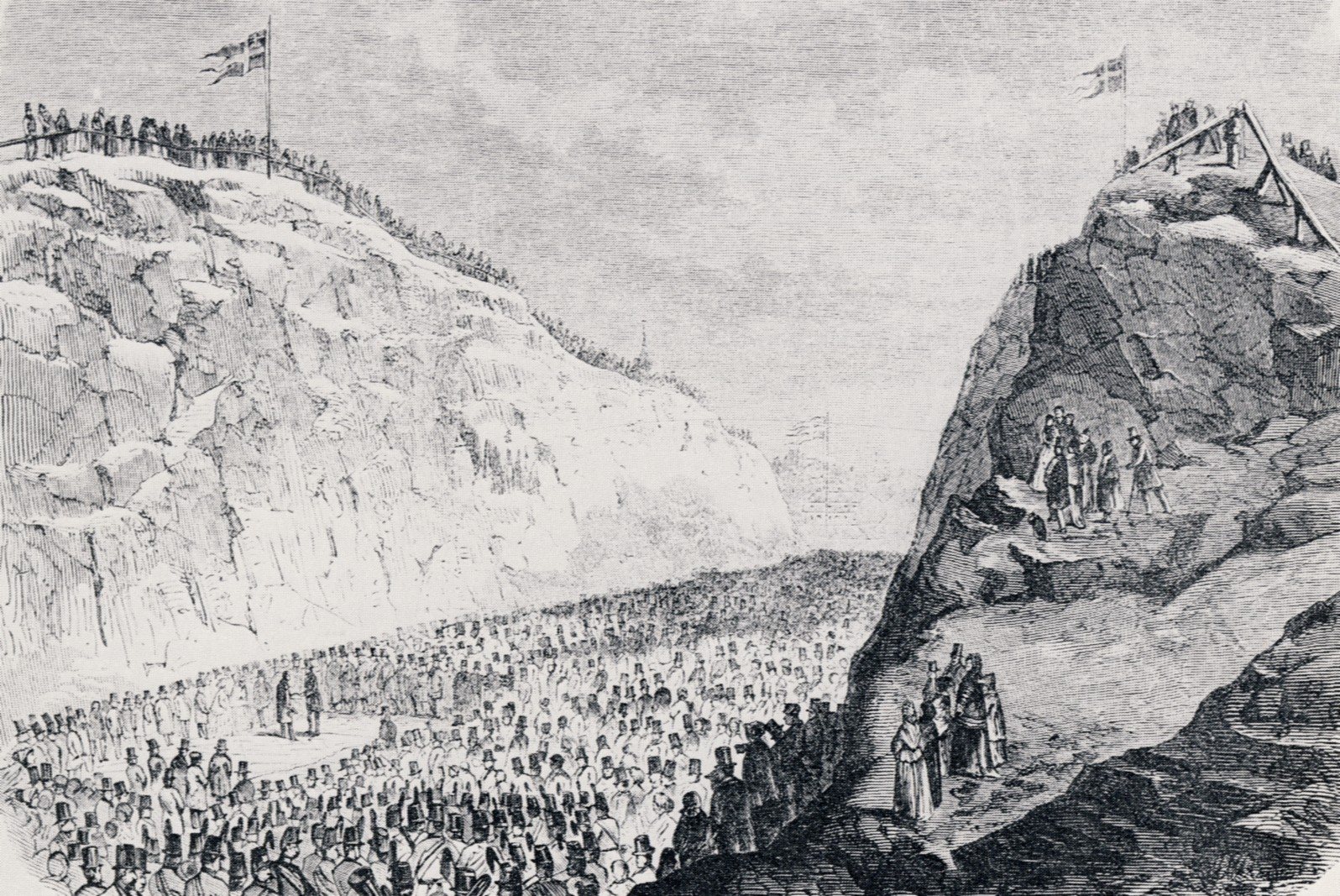
Invigningen av Karl XV:s Port, ur Illustrerad Tidning 1868. Höjden på bergsformationerna är betydligt överdrivna. De torde ha varit högst 16 meter.
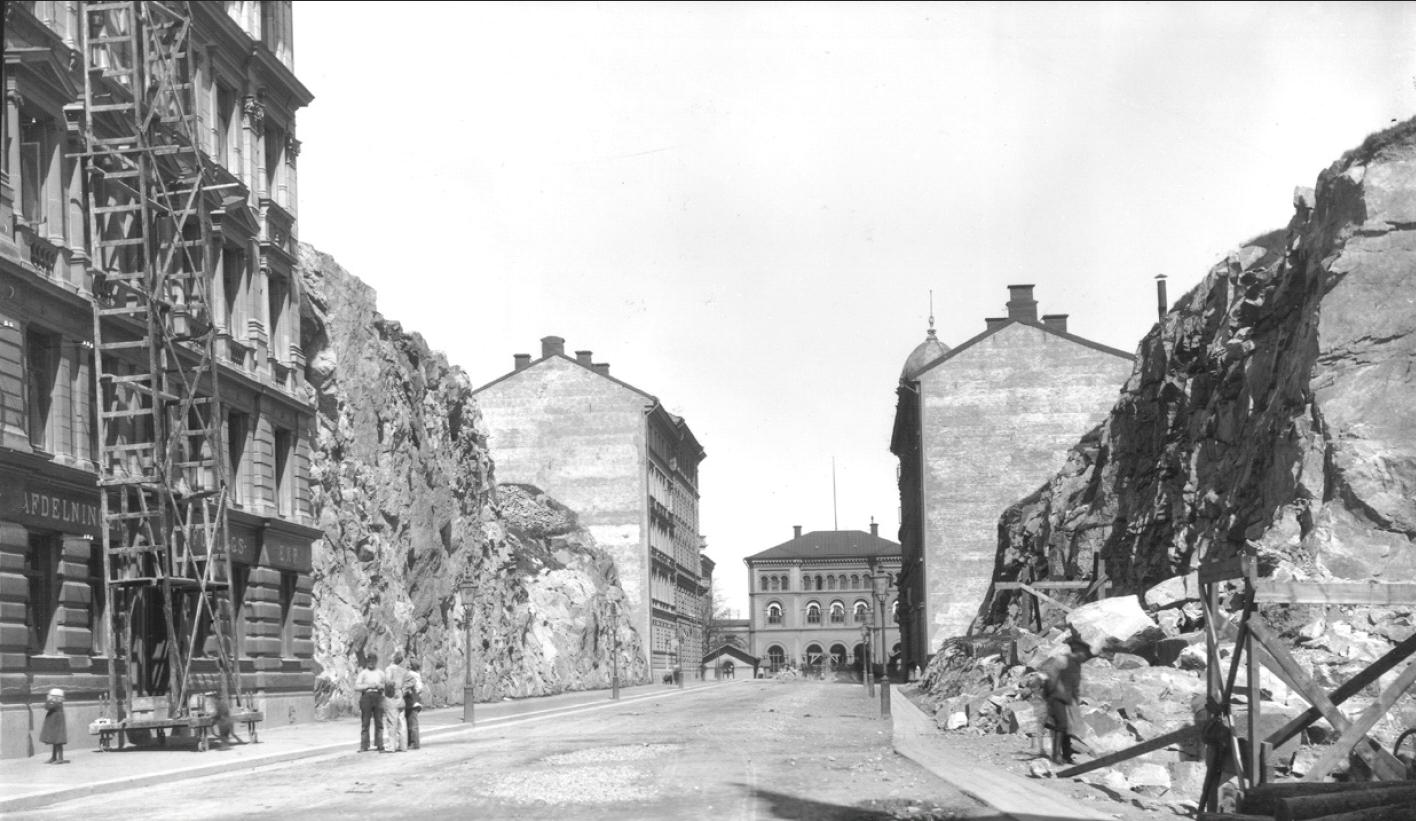
Tyskbagarbergen och Karl XV:s port sedd från Östermalmsgatan. I fonden Svea artilleriregementes kasern på Valhallavägen.